# Федеріко Мунераті
Федеріко Мунераті (італ. Federico Munerati, 16 жовтня 1901, Ла-Спеція — 26 липня 1980, К'яварі) — італійський футболіст, що грав на позиції правого нападника. По завершенні ігрової кар'єри — тренер.
Виступав, зокрема, за клуб «Ювентус», а також національну збірну Італії. Чотириразовий чемпіон Італії.

## Клубна кар'єра
Народився 16 жовтня 1901 року в місті Ла-Спеція. Вихованець футбольної школи клубу «Віртус». У дорослому футболі дебютував 1919 року виступами за команду «Спорт Клуб Віртус», в якій провів два сезони. Протягом 1921—1923 років захищав кольори клубу «Новара».
Почав кар'єру в «Ювентусі» в 1922 році. Дебютував в основному складі команди 7 жовтня 1923 року в матчі чемпіонату Італії з клубом «Інтернаціонале», в якому «Стара Синьйора» перемогла 2:0. З наступного сезону став гравцем основного складу команди і виступав за клуб протягом 10 років.
Отримав прізвисько «Кучерявий» через своє кучеряве чорне волосся. Мунераті був незвичним футболістом для свого покоління, який випередив свій час. Грав дуже жорстко і рішуче, мав потужну хоча й худорляву статуру і хороші технічні якості, особливо дриблінг. Більшість крайніх нападників того часу переважно підігрували центральним форвардам, а Мунераті сміливо сам йшов на ворота, завдяки чому багато забивав.
Перший титул чемпіона Італії виграв з командою у 1926 році. Його партнерами по лінії нападу були Ференц Хірзер, П'єро Пасторе, Джузеппе Торріані і Антоніо Вояк.
Забив перший гол «Ювентуса» в Кубку Мітропи. В дебютному матчі команди в рамках турніру «стара синьйора» в 1929 році приймала в чвертьфіналі празьку «Славію» і перемогла з рахунком 1:0 завдяки голу Мунераті в середині другого тайму.. В матчі-відповіді італійці програли 0:3 і вибули зі змагань. Ще один переможний м'яч Федеріко забив в чверфінальній грі розіграшу 1931 року проти іншої празької команди — «Спарти». За рахунку 1:1 воротар «Ювентуса» Еціо Склаві відбив пенальті після удару Брена на 80-й хвилині, а на 88-й Мунераті приніс перемогу своїй команді.. Але й цей гол не приніс загального успіху туринцям, адже вони поступились спочатку у матчі-відповіді з рахунком 0:1, а потім і в переграванні — 2:3.
Наступний титул чемпіона виграв з командою в 1931 році. Лінія нападу команди цілком оновилась за винятком Мунераті на правому фланзі атаки. Зліва грав Раймундо Орсі, в центрі нападу Джованні Веккіна, а на позиціях інсайдів Ренато Чезаріні і Джованні Феррарі. Команда п'ять років поспіль здобувала перемогу в чемпіонаті. Федерко був причетним до трьох перших перемог з цієї серії. У сезоні 1932–1933 він почав рідше потрапляти до стартового складу через появу молодшого конкурента Педро Сернаджотто. По завершенні сезону залишив команду. Всього у складі «Ювентуса» зіграв з врахуванням товариських 317 матчів, у яких забив 146 голів.
Згодом з 1933 по 1938 рік грав у складі команд «Самп'єрдаренезе», «Пістоєзе» та «Б'єллезе».
Завершив ігрову кар'єру у команді «Павезе Луїджі Беллі», за яку виступав протягом 1938—1939 років.

## Виступи за збірну
1926 року дебютував в офіційних матчах у складі національної збірної Італії. Протягом кар'єри у національній команді, яка тривала 2 роки, провів у її формі 4 матчі.

## Кар'єра тренера
Розпочав тренерську кар'єру, ще продовжуючи грати на полі, 1935 року, очоливши тренерський штаб клубу «Б'єллезе».
1940 року став головним тренером команди «Ювентус», тренував «стару сеньйору» один рік.
Протягом тренерської кар'єри також очолював команди «Павія», «Фанфулла», «Ачиреале» та «Боргозезія».
Останнім місцем тренерської роботи був клуб «Лаваньєзе», головним тренером команди якого Федеріко Мунераті був з 1963 по 1964 рік.
Помер 26 липня 1980 року на 79-му році життя у місті К'яварі.
| Дата       | Місто     | Господарі      | Результат | Гості   | Турнір                             | Голи | Примітки |
| ---------- | --------- | -------------- | --------- | ------- | ---------------------------------- | ---- | -------- |
| 18-7-1926  | Стокгольм | Швеція         | 5 – 3     | Італія  | товариський матч                   | -    |          |
| 29-5-1927  | Болонья   | Італія         | 2 – 0     | Іспанія | товариський матч                   | -    |          |
| 23-10-1927 | Прага     | Чехословаччина | 2 – 2     | Італія  | Кубок Центральної Європи 1927-1930 | -    |          |
| 6-11-1927  | Болонья   | Італія         | 0 – 1     | Австрія | Кубок Центральної Європи 1927-1930 | -    |          |
| Усього     |           | Матчів         | 4         |         | Голів                              | 0    |          |

### Статистика виступів у кубку Мітропи
| №                      | Розіграш               | Стадія                 | Дата та місце проведення | Команда 1              | Рахунок | Команда 2      | Голи та інші дії |
| ---------------------- | ---------------------- | ---------------------- | ------------------------ | ---------------------- | ------- | -------------- | ---------------- |
| 1                      | 1929                   | 1/4                    | 23.06.1929, Турин        | Ювентус                | 1:0     | Славія (Прага) | 62'              |
| 2                      | 1929                   | 1/4                    | 06.07.1929, Прага        | Славія (Прага)         | 3:0     | Ювентус        |                  |
| 3                      | 1931                   | 1/4                    | 12.07.1931, Турин        | Ювентус                | 2:1     | Спарта (Прага) | 88'              |
| 4                      | 1931                   | 1/4                    | 22.07.1931, Прага        | Спарта (Прага)         | 1:0     | Ювентус        |                  |
| Всього у кубку Мітропи | Всього у кубку Мітропи | Всього у кубку Мітропи | Всього у кубку Мітропи   | Всього у кубку Мітропи | 4       |                | 2                |

## Титули і досягнення
- Чемпіон Італії (4):

«Ювентус»: 1925–1926, 1930–1931, 1931–1932, 1932–1933